# Hombergk zu Vach (Adelsgeschlecht)

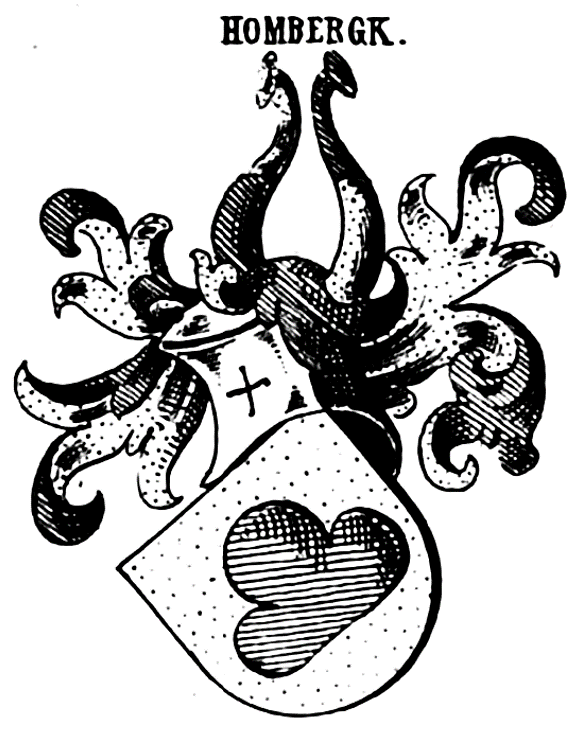
Wappen der von Hombergk bei Siebmacher

Das Geschlecht der Hombergk zu Vach geht auf das althessische Bürgergeschlecht Hombergk aus der Stadt Homberg zurück. 

## Geschichte
Tobias Hombergk, ein hessischer Rat und Lehrer des Landgrafen Moritz, wurde von diesem am 9. Januar 1596 mit dem Dorf Vach, heute Kleinvach, belehnt.  Damit wurde das Haus Hombergk zu Vach begründet. Dessen Urenkel Johann Philipp Anton Hombergk zu Vach erlangte am 23. Juni 1718 den Reichsadel. Aemilius Ludwig und Wilhelm Friedrich erhielten am 25. April 1780 eine kaiserliche Bestätigung des der Familie zustehenden Reichsadels. Die Familie brachte eine Vielzahl von Gelehrten und höheren Beamten hervor.

## Stammliste
1. Johannes Hombergk (1500–1566), ab 1528 Bürger in Kassel, Rentschreiber, hessischer Küchenmeister
  1. Hans Hombergk (1533–1608), unter anderem Bürgermeister in Homberg
    1. Tobias Hombergk (zu Vach) (vor 1553/1557–1591), promovierter Jurist, Hofmeister und Hessischer Rat, Schulmeister, belehnt mit Vach[3][4]
      1. Gideon Homberg(k) zu Vach (1602–1639), Rittmeister[5]
        1. Johann Leo Hombergk zu Vach (1637–1684), Jurist[5]
          1. Johann Philipp Anton von Hombergk zu Vach (1689–1756), nobilitiert 1718[2]

        2. Otto Friedrich Hombergk zu Vach (1638–1703), promovierter Jurist, Advokat in Marburg am Hofgericht und Regierungsrat sowie fürstlicher Kommissar in Marburg[5][2]
          1. Johann Friedrich Hombergk zu Vach (1673–1748), Rechtsgelehrter an der Universität Marburg
            1. Wilhelm Friedrich (von) Hombergk zu Vach (1713–1784), deutscher Jurist und Kanzler der Grafschaft Hanau-Münzenberg
            2. Aemilius Ludwig (von) Hombergk zu Vach (1720–1783), deutscher Rechtswissenschaftler, Kanzler der Universität Marburg
              1. Gustav Levin Christian von Hombergk zu Vach (1756–1797), Hessen-Kassel'scher Kabinettssekretär des Landgrafen Wilhelm IX. und Direktor des Kriegs-Kollegs[6]

          2. Christian Heinrich Hombergk zu Vach (1676–1739), Regierungssekretär, Regierungsrat zu Marburg[5]
          3. Christoph Nikolaus Hombergk zu Vach (1678–1744)[5]
          4. Wilhelm Moritz Hombergk zu Vach (1683–1749), Nassauischer Regierungssekretär, Regierungsrat in Dietz[5]
          5. Nikolaus Wilhelm Hombergk zu Vach (1685–1711)[5]
          6. Georg Gustav Hombergk zu Vach (1687–1757), gelehrter Jurist[5]

## Weitere bekannte Familienmitglieder
- Friedrich von Hombergk zu Vach (1857–1935), deutscher Offizier, Verwaltungsbeamter und Innenminister in der Regierung des Großherzogtums Hessen
- Friedrich Christian Gustav von Hombergk zu Vach (1791–1858), deutscher Hofgerichtspräsident und Staatsratsmitglied des Großherzogtums Hessen
- Marie von Hombergk zu Vach, geborene Bercht (1828–1901), deutsche Frauenrechtlerin, verheiratet mit Adolf Georg Friedrich Christian von Hombergk zu Vach und Freienstein (1821–1864), Großherzoglich Hessischer Hofgerichtsrat

## Wappen
Blasonierung: In Gold ein schwebender, grüner Dreiberg. Auf dem Helm zwei gold-grün, übereck geteilte Büffelhörner. Die Helmdecken sind grün-golden.